# Gustavo Cerati: Ahí Vamos Tour
Ahí Vamos Tour es un álbum en vivo de Gustavo Cerati en formato DVD editada por él. Se trata de un concierto grabado en vivo en el Estadio Pepsi Music (anteriormente conocido como Estadio Obras Sanitarias, Buenos Aires, Argentina, el 16, 17, 18 y 30 de Junio y 1° de Julio de 2006. Fue lanzando en abril de 2007 por Sony Music.

## Contenido
Las canciones no marcadas pertenecen al álbum de estudio titulado Ahí vamos.

### Canciones
- «Al fin sucede»
- «La excepción»
- «Uno entre 1000»
- «Adiós»
- «Bomba de tiempo»
- «Caravana»
- «Ecos» (cover de Soda Stereo) (1985, Nada personal)
- «Medium»
- «Me quedo aquí»
- «Engaña» (1999; Bocanada)
- «Té para tres» (cover de Soda Stereo) (1990, Canción animal)
- «Cosas imposibles» (2002; Siempre es hoy)
- «Vivo» (2002; Siempre es hoy)
- «Lago en el cielo»
- «Crimen»
- «Prófugos»  (cover de Soda Stereo) (1986; Signos)
- «Planta» (cover de Soda Stereo) (1995; Sueño Stereo)
- «Puente» (1999; Bocanada)
- «Jugo de Luna»

## Material adicional
- Documental
- Videos musicales del álbum Ahí vamos
- Fotos de la realización

## Músicos
- Gustavo Cerati: Voz y guitarra.
- Richard Coleman: Guitarras y coros.
- Fernando Nalé: Bajo y coros.
- Leandro Fresco: Teclados, percusión y coros.
- Fernando Samalea: Batería y percusión.
- Tweety González: Teclados en «Ecos», «Crimen», «Prófugos» y «Planta».